# That's Life!
That's Life! (Brasil: Assim É a Vida / Portugal: A Vida É Assim) é um filme estadunidense de 1986, do gênero comédia dramática, dirigido por Blake Edwards, com roteiro escrito por Blake Edwards e Milton Wexler e trilha sonora de Henri Mancini.

## Sinopse
Harvey Fairchild é um arquitecto de sucesso que atravessa uma crise de idade, pois vai fazer sessenta anos e sente interesse por outras mulheres. Gillian, a esposa, é uma cantora famosa que suspeita ter um tumor maligno. Para completar, uma das filhas do casal está grávida.

## Elenco
- Jack Lemmon.... Harvey Fairchild
- Julie Andrews.... Gillian Fairchild
- Sally Kellerman.... Holly Parrish
- Robert Loggia.... padre Baragone
- Jennifer Edwards.... Megan Fairchild Bartlet
- Robert Knepper.... Steve Larwin
- Matt Lattanzi.... Larry Bartlet
- Chris Lemmon.... Josh Fairchild
- Cynthia Sikes.... Janice Kern
- Dana Sparks.... Fanny Ward
- Emma Walton.... Kate Fairchild
- Felicia Farr.... Madame Carrie

## Principais prémios e nomeações
- Recebeu uma nomeação ao Oscar de melhor canção original (Life in a Looking Glass).
- Recebeu três nomeações ao Globo de Ouro nas categorias de melhor actor - comédia/musical (Jack Lemmon), melhor actriz - comédia/musical (Julie Andrews) e melhor canção original (Life in a Looking Glass).
- Recebeu uma nomeação ao Framboesa de Ouro na categoria de pior canção original (Life in a Looking Glass).